# Sistema educatiu de Finlàndia

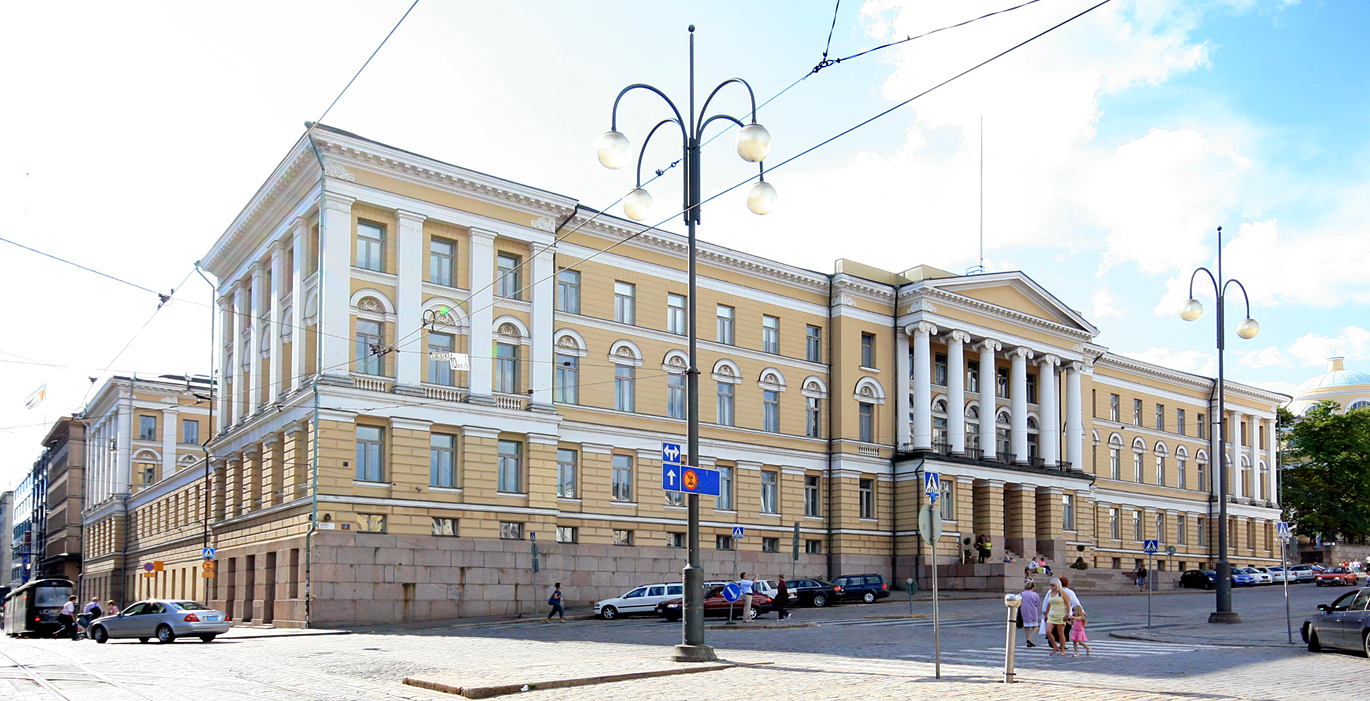
Universitat de Hèlsinki (1832 Carl Ludvig Engel)

El Sistema educatiu Finlandès, és considerat com el millor dels avaluats per l'enquesta internacional PISA de 2003. Aquest es divideix en dos grans tipus de formacions a partir dels 16 anys: la formació teòrica, que s'imparteix a les escoles secundàries superiors i les universitats, i la formació professional, que s'imparteix a les escoles professionals. El sistema, que començà la seva implantació dels anys 1972 a 1977 i segueix vigent avui dia, es caracteritza per la supressió de l'escola privada i l'establiment d'un sistema universal públic gratuït fins als 16 anys, eliminant així la segregació social a l'ensenyament.

## Presentació
La llei educativa que es troba vigent a Finlàndia s'anomena Basic Education Actb 628/1998, la qual estableix que l'educació sigui obligatòria i gratuïta per a tots els nens que estiguin entre la franja d'edat dels 7 anys als 16, a més d'incloure tot el material escolar necessari i un àpat el dia. Així doncs, el sistema educatiu finlandès és igualitari. No és permès cap centre educatiu privat ni el cobrament de cap matrícula als estudiants, de manera que s'elimina completament la segregació social a l'educació. Els alumnes que viuen lluny de l'escola — a més de 5km — poden demanar el reemborsament del cost del transport. Els alumnes que tenen dificultats d'aprenentatge poden també beneficiar-se, en el mateix centre, de l'ajuda d'un professor especialista (eritysopettaja), que pot anar a classe per guiar-lo o bé treballar amb ell de manera separada.
A partir de l'enquesta internacional PISA sobre els sistemes educatius de l'OCDE, Finlàndia rep regularment les millors qualificacions a escala mundial. L'any 2003 els alumnes finlandesos de 15 anys figuraven en el primer lloc del rànquing mundial quant a competències lingüístiques i científiques, i es van classificar en segona posició quant a resolució de problemes.
Pel que fa als estudis superiors, el FEM (Fòrum Econòmic Mundial) va situar Finlàndia primera en el rànquing mundial quant a nombre de matrícules i qualitat, i en segon lloc en l'ensenyament de les matemàtiques i les ciències
En els estudis que es van fer per analitzar els motius d'aquests bons resultats es posaven en relleu l'alt grau de responsabilitat dels i les alumnes, l'absència d'estrès en un sistema on no s'hi pot repetir curs i la qualitat de la formació dels docents.

### La reforma del sistema educatiu finès
Fins a començament dels anys 1970, Finlàndia tenia un sistema educatiu elitista. Es feia una selecció a l'edat d'onze anys després de només quatre anys de primària. Els millors alumnes podien continuar l'escolaritat general primer en un institut (durant 5 anys) i després, eventualment, amb tres anys en un institut de batxillerat. La majoria dels nens i nenes seguien dos anys suplementaris en l'escola primària. Fins al 1972, almenys la meitat dels alumnes no feien estudis secundaris. La major part dels fills de famílies modestes deixaven l'escola al voltant dels 13 o 14 anys per treballar o rebre una formació professional.
En 1968, després de vint anys de vacil·lació es va escometre la reforma del sistema educatiu a Finlàndia. Es va abolir la selecció als 11 anys. A partir de llavors s'acull tots els alumnes en les mateixes instal·lacions tant en primària com en secundària fins als 16 anys i reben el mateix ensenyament elemental. La reforma es va posar en pràctica progressivament segons les regions: Lapònia i l'extrem nord en 1972, les regions del nord-est en 1973, les del nord-oest en 1974, les del sud-est en 1975, les del sud-oest en 1976 i la regió de Hèlsinki en 1977. Aquesta progressivitat permet d'estudiar de manera objectiva els resultats de la reforma comparant el futur d'una edat tocada per la reforma i aquells de la mateixa edat no tocats per la reforma educativa. Els analistes han pogut així arribar a la conclusió que la reforma ha comportat una reducció de les desigualtats en un 25%. Convé, nogensmenys, precisar que la societat finlandesa, com totes les societats nòrdiques contemporànies, és més igualitària. Les diferències familiars tenen menys efecte en el futur dels infants que en les societats anglosaxones on les reformes de democratització de l'escola no ha reduït les desigualtats socials.
Algunes de les característiques del sistema educatiu finlandès que han contribuït a l'èxit dels seus alumnes:
-El sistema educatiu finlandès garanteix igualtat d'oportunitats per a tots els nens en educació bàsica, independentment de la seva posició social i el seu origen ètnic.
-Protecció de l'idioma en les minories (parlants suecs, semi indígenes, immigrants..). Educació gratuïta (primària, secundària i universitat) i amplis beneficis socials.
-Serveis per als estudiants (salut, educació especial, idiomes)
·Dinars escolars gratuïts.
·Transport gratuït entre casa i l'escola, quan el viatge és llarg.

## Educació infantil
Aquesta etapa educativa s'inicia als tres anys fins als cinc anys, on els nens poden estar en guarderies infantils. Realitzar aquest cicle és d'elecció lliure, però els pares l'hauran de pagar amb els seus propis ingressos. Tot i això, les mares poden gaudir de 43 setmanes de llicència maternal cobrant dues terceres parts del seu salari; a més, tenen dret d'allargar aquest permís fins a un total de cinc anys per poder estar amb el nen. Existeix una llicència matrimonial que permet compartir aquest període de baixa amb el pare.

## Educació preescolar
L'Educació Preescolar és de caràcter optatiu i gratuït. La regla general és que tots els infants portin a terme aquest cicle a partir dels sis anys. Pel que fa a la duració és d'un any. L'objectiu d'aquesta etapa escolar és consolidar les competències d'aprenentatge dels nens i, d'aquesta manera, hi hagi un desenvolupament i creixement d'aquests.

## Educació comprensiva finesa
L'educació obligatòria i bàsica es desenvolupa a l'escola comprensiva finesa de caràcter gratuït. Aquest cicle es prolonga des dels set anys fins als setze, per tant, disposa d'una durada de nou anys on podem distingir dues fases: la primera correspon als sis primers anys, on les classes són impartides per professors que dominen totes les matèries; i la segona es desenvolupa en els tres últims anys, on cada professor està encarregat d'una assignatura concreta.

## Educació secundària
L'educació secundària superior no obligatòria i gratuïta està dividida en dues modalitats, on els alumnes seran lliures de decidir quina faran: l'acadèmica, atès que Finlàndia està integrat en el Pla Bolònia, i la professional. Els dos tipus inclouen tant joves com adults (majors de vint-i-cinc anys). I el temps de prolongació dels dos cicles és de tres cursos, dels setze als dinou anys.

### Educació secundària superior general
L'educació Superior general o reconeguda pels espanyols com a Batxillerat, presenta un caràcter flexible: en general, la prolongació és de tres cursos, tot i això, pot durar quatre si l'alumne ho requereix. L'educació secundària es finalitza amb el certificat d'un examen anomenat “National Matriculation Examination”, el qual es basa a desenvolupar quatre proves diferents sobre: la llengua materna, la llengua nacional, un idioma estranger i les matemàtiques o els estudis generals (considerats com a humanitats i ciències naturals).

### Educació secundària superior de formació professional
La principal funció de l'Educació Secundària Superior de Formació Professional és oferir les eines suficients als alumnes amb la finalitat de desenvolupar correctament un sector laboral. Per tant, les titulacions professionals subministren una àmplia preparació per treballar en una professió i la capacitat especialitzada per un sector específic. Aquesta formació es dona, principalment, als Instituts, però hi ha estudiants que es titulen a través de centres de treball mitjançant un control d'aprenentatge o a partir d'efectuar proves de destresa. Per acabar, cal destacar que aquesta ensenyança es basa segons unes pautes nacionals aprovades pel Consell Nacional d'Educació.

## Educació superior o terciària
L'Educació Superior o terciària es divideix en dos segments: les Escoles Superiors Professionals i les Universitats. Els dos sectors tenen el seu propi perfil i els alumnes hauran d'escollir quin volen.

### Escola superior professional
L'Escola Superior Professional posa èmfasi a un estil pràctic. Per això, el seu objectiu primordial és acomplir un exercici qualificat per a la professió específica. A més, les Escoles Superiors Professionals realitzen treballs d'investigació i desenvolupament aplicats al suport del seu sector laboral, del desenvolupament regional i de l'estructura econòmica específica. Quant al finançament, l'Estat i els municipis permeten que les Escoles Superiors Professionals siguin de caràcter gratuït.

### Universitat
La Universitat té com a objectiu promoure la investigació, l'ensenyament científic i l'ensenyament artístic. Es basa en tres titulacions que s'assoleixen progressivament: les diplomatures, les llicenciatures i els doctorats.
Cal destacar que l'examen finès de Batxillerat et permet accedir a aquesta Educació Superior, però qui tingui el diploma de l'Educació Secundària Superior de Formació Professional també té possibilitats d'estudiar a una Universitat. Cal fer esment que la selecció d'alumnes a les Universitats, en cas d'excés de demanda, es basa en les qualificacions i, de vegades, en proves de selecció.
Només el 20% dels estudiants que volen cursar una carrera accedeixen a la universitat. Però en titulacions com Magisteri i Medicina la possibilitat d'accés és més complicada: un 10% dels alumnes aconsegueixen entrar a Magisteri i un 5% dels joves a Medicina.
Quant el finançament, prové, majoritàriament, de l'Estat.